# Ptilodontoidea
Ptilodontoidea é um grupo de mamíferos extinto do Hemisfério Norte.
Eram criaturas pequenas, semelhantes em tamanho aos roedores da já extinta ordem Multituberculata.
Alguns desses géneros possuem um grande número de espécies, embora os restos sejam no geral escassos.
Ptilodus está entre os géneros mais conhecidos e há tendencia em representá-lo como um homólogo do esquilo.
São conhecidos restos do Cretáceo superior do Norte da América e Europa. Outros exemplares posteriores (Paleoceno - Eoceno) oriundos do Norte da América, Europa e Ásia. Estes foram um dos últimos multituberculados e estão classificados na subordem Cimolodonta.
A superfamília está dividida pelas seguintes famílias:
- Neoplagiaulacidae - 10 géneros;
- Ptilodontidae - 4 géneros;
- Cimolodontidae - possivelmente 3 géneros.

As afinidades do Neoliotomus são menos notórias, mas parece encaixar-se em algures na superfamília.